# Macronemurus perlatus
Macronemurus perlatus is een insect uit de familie van de mierenleeuwen (Myrmeleontidae), die tot de orde netvleugeligen (Neuroptera) behoort. 
Macronemurus perlatus is voor het eerst wetenschappelijk beschreven door Gerstäcker in 1885.